# Vestito rosa Ralph Lauren di Gwyneth Paltrow
Il vestito rosa di Ralph Lauren indossato da Gwyneth Paltrow in occasione della 71ª edizione della cerimonia di premiazione degli Oscar è indicato da più fonti come una delle icone della moda nella storia del red carpet degli oscar. Lo stile dell'attrice fu paragonato a quello di Grace Kelly.

## Storia
L'attrice Gwyneth Paltrow ha indossato il vestito da sera rosa disegnato dallo stilista statunitense Ralph Lauren il 21 marzo 1999 in occasione della settantunesima edizione della cerimonia di premiazione degli Oscar presso il Dorothy Chandler Pavilion di Los Angeles, dove l'attrice è stata accompagnata dai propri genitori. Nel corso della serata l'attrice ha ricevuto il premio Oscar alla miglior attrice per la sua interpretazione del personaggio di Viola De Lesseps nel film Shakespeare in Love.
Dopo la premiazione i mass media parlarono a lunga sia delle lacrime dell'attrice durante il suo discorso di ringraziamento per il premio, sia della scelta del suo vestito. In seguito l'attrice rivelerà di aver tenuto l'oscar nascosto alla vista, perché le riportava alla mente quel momento che riteneva imbarazzante.
La critica si divise nei confronti della scelta dell'abito di Ralpha Lauren. TV Guide.com racconta come un critico descrisse l'attrice come "una bambola Barbie avvolta in un nastro di raso". Il sito handbag.com lo definisce "incongruo con la moda del momento" ma "adatto a Gwyneth Paltrow". Tuttavia l'attrice rilanciò la moda del colore rosa fuchsia e la scelta di Ralph Lauren si dimostrò ben accolta da parte del pubblico.
Nel 2005, Gwyneth Paltrow indosserà un abito molto simile a quello di Ralph Lauren, ma realizzato da Stella McCartney in occasione della settantasettesima edizione della cerimonia di premiazione degli Oscar.

## Design
L'abito da sera color rosa fuchsia realizzato da Ralph Lauren per Gwyneth Paltrow è realizzato in taffetà ed ha un design relativamente semplice, descritto "principesco". L'abito ha una gonna lunga ed ampia ed un corpetto con bretelline e scollatura a "V". All'abito è abbinato una stola dello stesso colore.
L'attrice indossò insieme al vestito dei gioielli di Harry Winston (collier, bracciale ed orecchini per un valore totale di 160.000 dollari), che le erano stati regalati dai genitori.

## Ricezione
Gwyneth Paltrow è stata citata come colei che ha avuto il merito di far tornare il colore rosa di moda. Il proprietario di un negozio di abbigliamento per adolescenti di Westport, nel Connecticut ha infatti sottolineato, "L'anno precedente, non avrei nemmeno preso in considerazione qualcosa di rosa. Avrebbe ricordato alle miei clienti di quando erano bambine. La Paltrow ha fatto diventare "cool" il colore rosa. E l'abito degli oscar della Paltrow è diventato il numero uno dell'anno nello stile degli abiti da ballo grazie alla ABS e ad Allen Schwartz, che è famoso per realizzare copie a basso costo degli abiti degli oscar.
In numerosi sondaggi e classifiche il vestito rosa della Paltrow è stato ricordato come uno dei più iconici ad essere passato sul red carpet degli oscar, come quello condotto dal The Sydney Morning Herald, quello del sito The Gloss, la lista dei 10 migliori abiti da oscar del sito Handbag.com, la classifica del The Independent, quella del Time ed altri.
In occasione degli Oscar 2000, Trey Parker, uno degli autori del cartone animato South Park ha indossato una parodia dell'abito di Ralph Lauren, insieme a Matt Stone, che invece parodiava un abito verde Versace indossato da Jennifer Lopez.